# Troglocarcinus minutus
Troglocarcinus minutus är en kräftdjursart som först beskrevs av Edmonson 1933.  Troglocarcinus minutus ingår i släktet Troglocarcinus och familjen Cryptochiridae. Inga underarter finns listade i Catalogue of Life.